# پنولوپه میلفورد
پنولوپه میلفورد (انگلیسی: Penelope Milford؛ زادهٔ ۲۳ مارس ۱۹۴۸) یک هنرپیشه اهل ایالات متحده آمریکا است. وی از سال ۱۹۶۸ میلادی تاکنون مشغول فعالیت بوده‌است.
از فیلم‌ها یا برنامه‌های تلویزیونی که وی در آن نقش داشته است می‌توان به والنتینو، بازگشت به وطن، عشق بی‌پایان اشاره کرد.